# 青木久典
青木 久典（あおき ひさのり、1973年2月16日 - ）は、三重県出身の大学野球指導者。

## 経歴
三重高校で主将・遊撃手として第62回選抜高等学校野球大会に出場し、ベスト8の成績を残す。1991年に法政大学へ進学し文学部史学科に在籍。法大野球部では4年時に副将を務めた。日本ハムの稲葉篤紀は大学の同期。
1995年に大学卒業後、北海道拓殖銀行に入行し同行野球部（たくぎん）でプレー。入行1年目に第66回都市対抗野球大会・日本選手権大会に出場したが、翌1996年にたくぎん野球部が休部となり、本田技研鈴鹿へ転籍。ここで2年プレーした後、1999年に再び渡道して軟式から硬式に変更して間もないサンワード貿易に移籍。サンワード貿易野球部では中心選手として都市対抗野球大会に4年連続出場、日本選手権大会に3度出場し、2004年限りで現役を退いた。
2005年に富士大学野球部コーチに就任。2008年秋には監督代行として北東北大学野球リーグ優勝。2009年に監督に転任し、春季リーグ戦で10戦全勝し優勝。同年、エース守安玲緒を擁し第58回全日本大学野球選手権大会決勝まで進み、母校の法政大学と対戦するも1対5で敗れて準優勝となった。
2014年1月に法政大学野球部の助監督に就任し、12月には成績不振で辞任した前任の神長英一の後を受けて監督に就任することが発表された。富士大学の後継監督は豊田圭史。
2016年に第40回日米大学野球選手権大会のコーチに就任するが、一身上の都合により途中退任。
2019年1月29日、日本学生野球協会および法政大学に暴力行為を告発する文書が提出されていることが発覚。同19年2月15日、当告発に対して、法政大学当局は詳細な調査が必要と判断し、調査委員会委員長を法政大学社会学部教授徳安彰に選定、担当弁護士を国広総合法律事務所の中村克己弁護士として調査委員会の設置を決めた。その後、暴力行為が認定され謹慎処分となった。あわせて、同事件の対応にあたった法政大学野球部金光興二副部長が野球部OB組織の法友野球倶楽部副会長職を解かれた。
2020年12月をもって任期満了で監督から退任することが発表された。後任は加藤重雄 。
現在は六花亭製菓株式会社に勤務。同社軟式野球部で監督を務めている。

## 主な教え子
- 守安玲緒（三菱重工West硬式野球部）
- 中村恭平（2010年広島東洋カープ2位指名）
- 山川穂高（2013年埼玉西武ライオンズ2位指名）
- 外崎修汰（2014年埼玉西武ライオンズ3位指名）
- 多和田真三郎（2015年埼玉西武ライオンズ1位指名）
- 中山翔太（2018年東京ヤクルトスワローズ2位指名）
- 宇草孔基（2019年広島東洋カープ2位指名）
- 福田光輝（2019年千葉ロッテマリーンズ5位指名）